# ارس سلطان روملو
اُرس سلطان روملو از امرای قزلباش طایفه روملو در عصر شاه تهماسب یکم، شاه اسماعیل دوم  و شاه محمد خدابنده بود. وی در مقاطعی در دوره شاه اسماعیل دوم و شاه محمد خدابنده بیگلربیگی شروان بود. او در نبرد چلدر از فرماندهان جنگ بود. در زمان شاه اسماعیل دوم و در اواخر مه ۱۵۷۷ میلادی مردم شروان که از حکومت قزلباشان و صفوی ناراضی بودند شورش کردند. مردم شروان کاووس میرزا خواهرزاده برهان شاه از شاهان شروانشاهان  را که در زمان شاه تهماسب یکم علیه صفویه قیام کرده بود، به تخت پادشاهی نشاندند. به دستور شاه اسماعیل دوم اُرس سلطان روملو حاکم شروان، نیرویی به دفع او اعزام داشت. در درگیری که بین آنها رخ داد کاووس میرزا کشته شد و شورش شروانیان فرو نشست.